# 內特奇河
内特奇河（羅馬化：Netych）是烏克蘭的河流，流經該國西部捷爾諾波爾州，屬於赫尼茲納河的支流，發源自克雷蒂夫齊東北面，河道全長13公里。